# The Almighty (Album)
The Almighty (deutsch „Der Allmächtige“) ist ein Doppelalbum von Isaiah Collier & The Chosen Few. Die am 9. Mai 2023 im Soundmine Studio in Chicago entstandenen Aufnahmen erschienen am 26. April 2024 auf dem Label Division 81.

## Hintergrund
Der Saxophonist Isaiah Collier nahm das Album mit demselben Quartett (The Chosen Few) auf, mit dem er auch schon sein Debütalbum Cosmic Transitions eingespielt hatte – Michael Shekwoaga Ode am Schlagzeug, Julian Davis Reid am Piano und Jeremiah Hunt am Bass. Zu ihnen gesellten sich zahlreiche Gäste, darunter die Chicagoer Saxophonlegende Ari Brown und im Titelstück „The Almighty“ ein großes Ensemble, das Collier „The Celestials“ getauft hat, mit drei Streichern, fünf zusätzlichen Bläsern und einer erweiterten Rhythmusgruppe; dazu gehörten Zara Zaharieva (Violine), Edith Yokey (Violine), Michelle Manson (Viola), Mayshell Morris (Flöte), Fred Jackson (Altsaxophon), Corey Wilkes (Trompete), Ryan Nyther (Trompete), Matthew Davis (Posaune), Justin Dillard (Piano), Micah Collier (Bass) und Vincent Davis (Schlagzeug). Im ersten Stück des Albums „Love“ interpretiert Sängerin Dee Alexander einen von Collier geschriebenen Songtext.

## Titelliste
- Isaiah Collier & The Chosen Few: The Almighty (Division 81 DIV-005)[1]

A1 Love

A2 Compassion

B1 Perspective (Peace and Love)

B2 Duality Suite I. + II.

C Duality Suite III. Divine Masculine, IV. Divine Feminie

D The Almighty
Die Kompositionen stammen von Isaiah Collier.

## Rezeption
Es sei kaum zu glauben, dass der Saxophonist Isaiah Collier erst in seinen Zwanzigern ist, schrieb Phil Freeman (Stereogum/Ugly Beauty). Dieser verfüge bereits über eine Ernsthaftigkeit und einen Forschergeist, den man normalerweise nur bei Künstlern findet, die 40 oder älter seien. The Almighty sei ein bedeutendes künstlerisches Statement eines Künstlers, der immer besser werde, und „Love“ sei der perfekte Auftakt für die [musikalische] Reise.
Kurz vor seinem 26. Geburtstag vollziehe sich gerade Colliers Aufstieg in die obersten Ränge der Jazzwelt, lobte Frank Alkyer im Down Beat, wo er das Album mit viereinhalb Sternen auszeichnete. Collier sei inzwischen ein Künstler in voller Blüte, wie The Almighty zeige. Bei dieser Platte gibt es so viel zu entdecken. Es gebe hier ein tiefes Gespür für die Spiritualität und das Feuer von John Coltrane und Pharoah Sanders, wie sich in Melodien wie „Compassion“ (mit der AACM-Legende Ari Brown, seinem Mentor) und der „Duality Suite“ zeige. Es sei spannende, besinnliche, fesselnde Musik, die nie ihren Sinn für Groove verliere. Es sei unmöglich, dass die Zuhörer nicht die Anziehungskraft von Colliers wohlwollendem, strahlendem Geist spüren können.
Man könne sich mit diesem Album in die späten 1960er-Jahre entführen lassen, hieß es in Making a Scene. Diese Art von aggressivem, leidenschaftlichem Spiritual Jazz höre man heutzutage selten, insbesondere seit Shabaka Hutchings seine auf das Saxophon ausgerichteten Gruppen aufgelöst habe. Sicher, es gebe weitere Beispiele – Kenny Garrett, Lakecia Benjamin, Nduduzo Makhathini und andere, aber nicht viele. Dies sei die Art von Musik, die uns unweigerlich an Coltrane, Shepp und Sanders in dieser fruchtbaren Zeit vor fast sechs Jahrzehnten erinnere. Diese Verbindungen seien greifbar zu erleben.
Auch wenn diese spirituelle Jazz-Aufnahme von Isaiah Collier [gefühlt] zweifellos aus einer anderen Zeit als der Gegenwart stamme, erinnere sie doch an alle Arten von Old-School-Sessions von Künstlern wie Lonnie Liston Smith und Pharoah Sanders, meinte Dave Sumner in Bandcamp. Das Ensemble des Saxophonisten würde sich zu einem epischen, erhebenden Stück Klang aufbauen, aber man sollte sich weiterhin auf den friedlichen Puls der Musik konzentrieren.
Das Album gelangte im Juli 2024 auf #41 bei dem von Tom Hull erhobenen Mid-Year Jazz Critics Poll.